# Ruta Estatal de Arizona 273
La Ruta Estatal de Arizona 273, y abreviada SR 273 (en inglés: Arizona State Route 273) es una carretera estatal estadounidense ubicada en el estado de Arizona. La carretera inicia en el sur desde la Big Lake hacia el norte en la SR 260 . La carretera tiene una longitud de 31 km (19.26 mi).

## Mantenimiento
Al igual que las autopistas interestatales, y las rutas federales y el resto de carreteras estatales, la Ruta Estatal de Arizona 273 es administrada y mantenida por el Departamento de Transporte de Arizona por sus siglas en inglés ADOT.

## Cruces
La Ruta Estatal de Arizona 273 es atravesada principalmente por la  SR 261 .